# アンドロメダ座RV星
アンドロメダ座RV星（アンドロメダざRVせい、RV Andromedae、RV And）は、アンドロメダ座の脈動変光星である。

## 特徴
SRA型の半規則型変光星で、9.0等と11.5等の間を変光する。アンドロメダ座RV星が分類されるSRA型は、半規則型変光星の中では周期性の良い変光をする赤色巨星が分類される型であり、アンドロメダ座RV星自身はスペクトル型がM4eの赤色巨星である。
アンドロメダ座RV星の変光周期は、通常168日であるが、不規則に異なる変光状態へと移り変わる。周期は、通常の周期に加えて87日、58日周期の振動が重なり合って、変光幅も通常では1.5等級程度のところが0.3等級程度まで低下する。

## 名称
「アンドロメダ座RV星」という名称は、変光星の命名規則に従って付与されたもので、アンドロメダ座で14番目の変光星であることを意味する。